# Gene Winfield
Roger Eugene Winfield (16 de junio de 1927 - 4 de marzo de 2025) fue un diseñador y constructor de automóviles personalizados estadounidense. A mediados de la década de 1960, sus diseños captaron la atención de la comunidad cinematográfica, lo que resultó en la aparición de gran parte de su obra en las pantallas de cine y de televisión, incluyendo la icónica película de 1982 Blade Runner.

## Primeros años
Winfield nació en Springfield (Misuri) en 1927. Su familia se mudó a Modesto en 1929, donde creció. Su primer contacto con los automóviles fue cuando su hermano mayor, Glenn, abrió un desguace. En 1942, compró su primer automóvil por 75 dólares, un Ford cupé de 1928, y rápidamente le añadió una antena de radio con una cola de zorro, a pesar de que no tenía radio. Más adelante ese mismo año, los hermanos abrieron un negocio llamado Winfield Used Cars en Modesto. Su segundo coche fue un Ford de 1930, con motor de culata plana de 1937.
Sirvió en la Marina de los Estados Unidos de 1944 a 1945 y en el Ejército de los Estados Unidos de 1949 a 1951. Durante su servicio militar, estuvo destinado en Japón, donde conoció a un soldador que le enseñó el oficio.

## Carrera

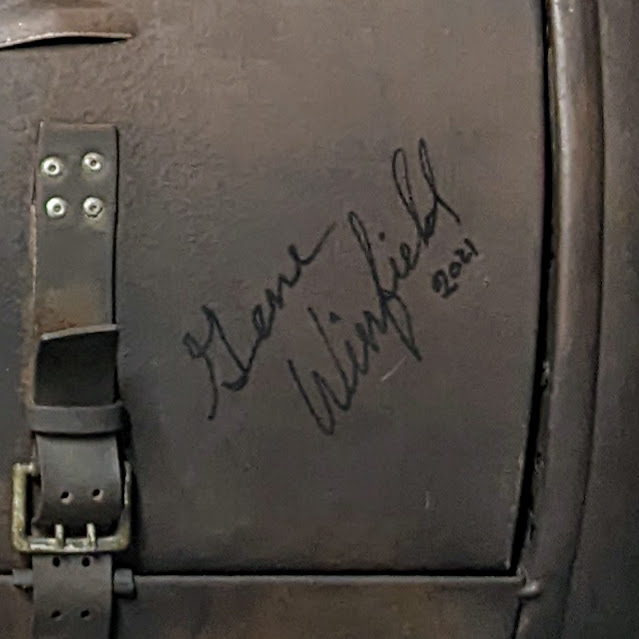
Firma de Gene Winfield

En 1951, Winfield se interesó por las carreras de coches, conduciendo a 217 km/h en un Ford T ("The Thing") en la pista de Bonneville. Poco después abrió Winfield's Custom Shop en Modesto, con una innovación temprana en pintura personalizada, desvaneciendo cuidadosamente dos colores pastel juntos, una forma de decoración llamada "The Winfield Fade".
En 1962, aprovechando su experiencia, Winfield se unió a Aluminum Model Toys (AMT) como consultor de diseño de estilo para sus maquetas.
Winfield también colaboró con fabricantes de automóviles de Detroit, que recurrían a artesanos para añadir sus toques personalizados a los coches de fábrica. Como parte de la "Caravana de Coches Personalizados Ford", Winfield desarrolló la furgoneta Ford Econoline "Pacifica", el Mercury Comet "Cyclone Sportster" y el "Strip Star", un deportivo con carrocería de aluminio y un potente motor V8 Ford FE 427.
El The Reactor (1964) fue el siguiente proyecto de Winfield con carrocería de aluminio, aún más ambicioso. Se trataba de un biplaza con motor delantero central y tracción delantera, de perfil muy bajo gracias al motor plano de seis cilindros Chevrolet Turbo-Air procedente de un de un Corvair. El modelo disponía de una carrocería ligera de aluminio, similar a la del "Strip Star", pero la tecnología iba mucho más allá de su novedosa carrocería. Winfield tomó el motor turboalimentado de 180 HP (134,2 kW) de potencia de un Corvair Corsa, y lo acopló a la transmisión de un Citroën DS, del que conservó la la suspensión hidroneumática y el sistema de autonivelación del DS.
Un episodio de enero de 1967 de la serie "Bewitched" se centró en "The Reactor" y sus singulares características. En 2017, "The Reactor" se emitió en Pebble Beach.
La compañía Aluminum Model Toys (AMT) contrató a Winfield en 1966 para dirigir su nuevo taller de la División de Velocidad y Personalización con sede en Phoenix, que construía coches a escala real como vehículos promocionales, incluyendo los modelos de Star Trek: la serie original.
Winfield también utilizó el motor Chevrolet Turbo-Air 6 de un Corvair en un vehículo de motor trasero y tracción trasera más convencional, el The Piranha, un coche originalmente concebido para demostrar la utilidad del plástico ABS como material automotriz. Comenzó a producir este coche como kit, y lo convirtió en una estrella televisiva, apareciendo por primera vez en marzo de 1967 en El agente de CIPOL
Tras el cierre de esta división por parte de AMT en 1971, Winfield continuó trabajando en el sector de la carrocería personalizada en el sur de California y apareció como invitado de honor en eventos relacionados con el sector automotriz en los Estados Unidos.
Winfeld fue galardonado como "Constructor del Año" en el Detroit Autorama de 2008, y desde 2013, ha participado en el circuito de la Serie Internacional de Autos de Exhibición (ISCA), cortando partes superiores y dando forma a la chapa para el público en una sección especial de cada evento llamada "El Taller de Desguace Summit Racing Equipment".

## Vida personal y muerte
Los matrimonios de Winfield con Delores Johnson y Kathy Horrigan terminaron en divorcio. Tuvo cuatro hijos: dos de su primer matrimonio, uno de su segundo y uno más de otra relación.
El 17 de febrero de 2025, el taller de Winfield anunció en Instagram que Winfield padecía un tipo de cáncer no especificado, que posteriormente se confirmó como melanoma. Falleció a causa de la enfermedad en una residencia de ancianos en Atascadero, el 4 de marzo de 2025, a la edad de 97 años.

## Filmografía
Venerado como "El Rey de las Customizaciones", Winfield apareció en el primer DVD de la serie "Los Reyes de las Customizaciones". La serie documental destaca a varios personalizadores de coches, como VooDoo Larry, de Chicago, Illinois, y Alex Gambino, de San José, California.
| Cine       | Cine                 | Cine                                              | Cine |
| Año        | Película             | Vehículo                                          | Notas |
| ---------- | -------------------- | ------------------------------------------------- | --- |
| 1973       | El dormilón          | Seis coches para la película con techo de burbuja | Carrocería de fibra de vidrio, chasis y motor VW Beetle de 1969                                                                                       |
| 1982       | Blade Runner         | 25 vehículos                                      | Trabajo con Syd Mead sobre el concepto de coche volador                                                                                               |
| 1984       | The Last Starfighter | Coche espacial                                    | Existe tanto en forma física como en forma de imagen generada por computadora                                                                         |
| 1985       | Trancers             |                                                   | |
| 1987       | RoboCop              | 6000 SUX                                          | |
| Televisión |                      |                                                   | |
| Año        | Título               | Vehículo                                          | Notas |
| 1965       | Superagente 86       | Sunbeam Tiger                                     | Trucos especiales en el coche |
| 1967       | Bewitched            | The Reactor                                       | "Super Coche": Motor turboalimentado Chevrolet Turbo-Air 6, tracción delantera, chasis de un Citroën DS y carrocería de aluminio. (Episodio 3.19)     |
| 1967       | Batman               | The Reactor                                       | Catmobile. (Episodios 110 y 111) |
| 1967       | Star Trek            | Lanzadera Galileo                                 | |
| 1967       | Star Trek            | Reactor                                           | Coche "Jupiter 8" para el episodio "Pan y circo" |
| 1967       | El agente de CIPOL   | Piranha                                           | Motor Chevrolet Turbo-Air 6, carrocería de plástico                                                                                                   |
| 1968       | Misión: Imposible    | Reactor                                           | Episodio "La congelación": utilizado en una estratagema para hacer creer a un ladrón de bancos que ha estado en animación suspendida durante 14 años. |